# Deutz AG
Die Deutz AG (Eigenschreibweise: DEUTZ AG) ist ein börsennotierter deutscher Hersteller von Diesel-, Gas-, Wasserstoff- und elektrifizierten Motoren mit Sitz in Köln. Deutz ist einer der weltweit führenden unabhängigen Produzenten kompakter Dieselmotoren in der Leistungsklasse von 10 kW bis 620 kW für Straßen- und Gelände-Anwendungen. Das Unternehmen firmierte in der Vergangenheit unter verschiedenen Namen, unter anderem mit der bekannten Abkürzung KHD für Klöckner-Humboldt-Deutz. Neben der bestehenden Produktion von luft-, wasser- und ölgekühlten Dieselmotoren baute das Unternehmen in der Vergangenheit Ottomotoren, Lokomotiven, Nutzfahrzeuge (Lastkraftwagen und Omnibussen), Bau- und Landmaschinen, eine weitere Sparte war der Anlagenbau.

## Geschichte

### N. A. Otto & Compagnie (1864–1872)
Ab Anfang der 1860er wollte der Autodidakt Nicolaus August Otto den ersten zuverlässig funktionierenden Gasmotor des Franzosen Étienne Lenoir optimieren. Zusammen mit dem Zuckerfabrikanten Eugen Langen gründete Otto am 31. März 1864 die N. A. Otto & Compagnie als die heute die älteste Motorenfabrik der Welt. Während Otto als persönlich haftender Gesellschafter über ein Kapital von 2500 Talern verfügte, trug Langen mit 10.000 Talern den Großteil des finanziellen Risikos. Langen übernahm zunächst das Kaufmännische, Otto verantwortete die Motorenentwicklung.
Drei Jahre nach der Gründung stellte Otto seinen ersten atmosphärischen Motor, auch Flugkolbenmotor genannt, her. Diese neuartige Konstruktion stellten Otto und Langen auf der Weltausstellung 1867 in Paris vor, zu der 52.000 Aussteller und rund 13 Millionen Besucher kamen. Von Ottos Erfindung zeigten sich die dortigen Juroren zunächst nicht überzeugt, weil der 700 Kilogramm schwere und 0,5 PS starke Verbrennungsmotor aus Köln zu laut und seltsam konstruiert sei. Erst der geringe Gasverbrauch des neuartigen Motors beeindruckte die kritischen Experten. Ottos Motor benötigte nur ein Drittel der Gasmenge, die Lenoirs Maschine pro Pferdekraft und Stunde verschlungen hatte. Damit gewann der atmosphärische Motor als wirtschaftlichste Antriebsmaschine für das Kleingewerbe die „Goldene Medaille“ und damit die höchste Auszeichnung, die auf der Weltausstellung zu vergeben war.
Dank der preisgekrönten Präsentation in Paris konnte der atmosphärische Motor in Köln in Serienproduktion gehen, und die Maschine entwickelte sich zum weltweiten Verkaufsschlager. Von Köln aus exportierten Otto und Langen die Antriebsmaschine bis nach Russland und in die USA. 1868 konnte bereits fast jede Woche ein Motor fertiggestellt werden. Ein Jahr später wurde erstmals eine Fertigungslizenz an die Crossley Brothers aus Manchester vergeben, was der Beginn des Verbrennungsmotorenbaus in England war. Aufgrund ihrer Leistungsobergrenze von zwei PS waren die Motoren aus Köln vor allem für Handwerk, Gewerbe und Kleinindustrie interessant. Die Ausstattung der Werkstatt und das Betriebskapital von N. A. Otto & Compagnie genügten immer weniger den gesteigerten Produktionsanforderungen. Noch schrieb das junge Unternehmen trotz vielversprechender Geschäfte keine schwarzen Zahlen.
Für eine Expansion lösten Otto und Langen das Unternehmen N. A. Otto & Compagnie auf und beschlossen, es zusammen mit dem Hamburger Geschäftsmann Ludwig August Roosen-Rungen neu zu gründen. Der Hanseat hatte bereits ein halbes Jahr als freier Mitarbeiter das Motorengeschäft bei Otto und Langen kennengelernt und sah die Erfolgschancen der Fabrik. Ab dem 13. März 1869 firmierten sie unter dem Namen „Langen, Otto und Roosen“. Mit der finanziellen Unterstützung von Roosen-Runge konnte die Motorenproduktion unter völlig veränderten Rahmenbedingungen stattfinden. Das frisch gegründete Unternehmen kaufte drei Morgen Ackerland an der Deutz-Mülheimer Chaussee für 15.000 Taler. Am 25. November 1869 wurde der Firmensitz mit neuen, modernen Fabrikhallen offiziell von Köln über den Rhein an die damals noch selbstständige Stadt Deutz verlegt. Im Jahr des Umzugs prangte auch zum ersten Mal der Namenszug „DEUTZ“ auf den Typenschildern der Gasmotoren. Ein Jahr später erwirtschaftete das Unternehmen bereits Überschüsse, aber Roosen-Runge zeigte sich mit seiner Gewinnbeteiligung unzufrieden und verließ das Unternehmen. Ein neuer Teilhaber musste gefunden werden, um den Betrieb des gewachsenen Unternehmens am Laufen zu halten.
Langens Bruder Gustav schlug daraufhin seinen eigenen Einstieg und den seines Bruders Jacob Langen ins Unternehmen vor. Auch Emil und Valentin Pfeifer, Langens Partner aus der Zuckerindustrie, beteiligten sich. In dieser Konstellation wurde das Unternehmen am 5. Januar 1872 innerhalb von acht Jahren zum dritten Mal neu gegründet. Das Aktienkapital des Betriebs betrug bei seiner Neugründung 300.000 Taler, die auf 1500 Aktien im Wert von je 200 Talern aufgeteilt wurden. Das Unternehmen wurde „Gasmotoren-Fabrik Deutz AG“ genannt.

### Gasmotoren-Fabrik Deutz AG (1872–1921)

Zeitungsannonce von 1910

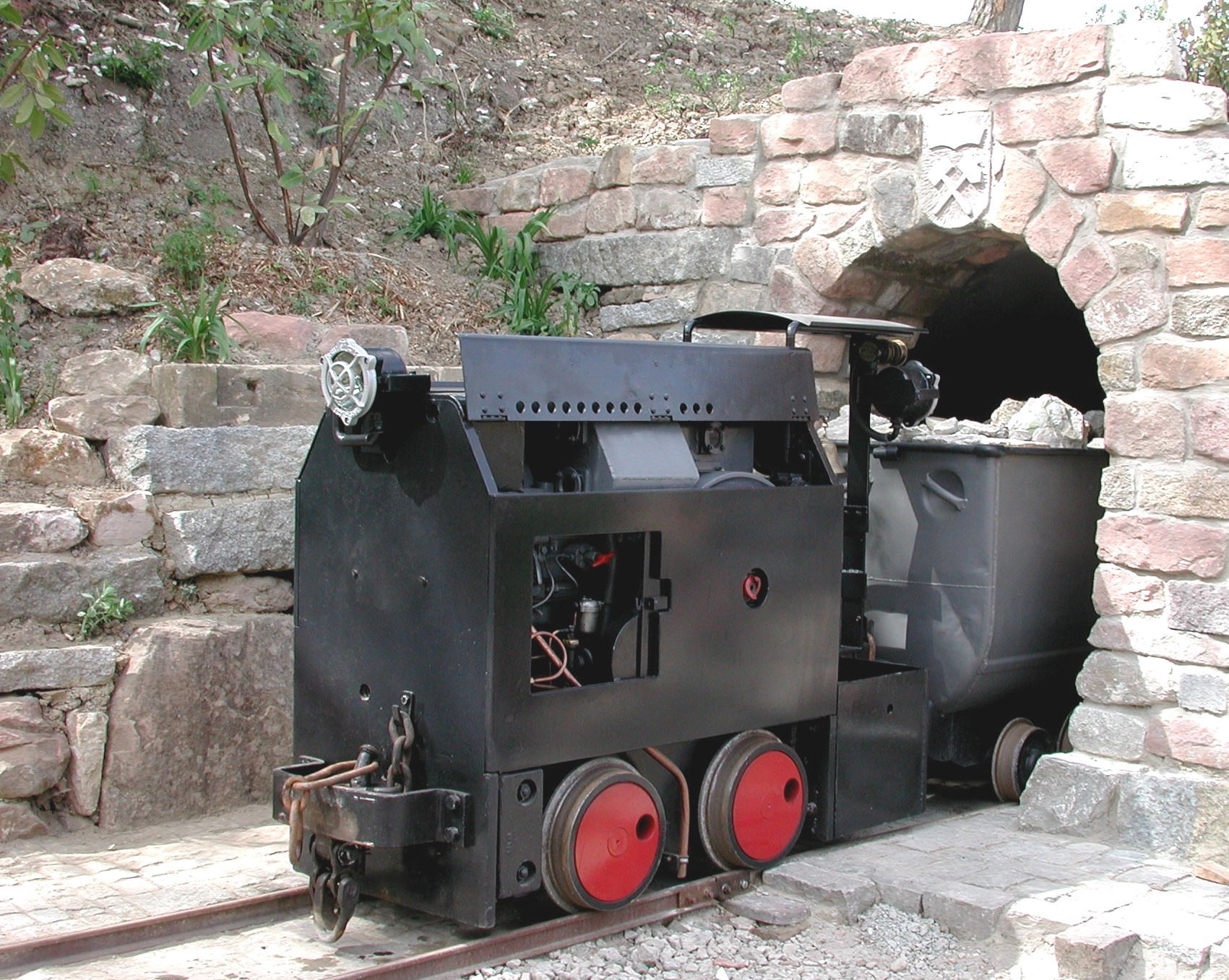
Deutz Grubenlok

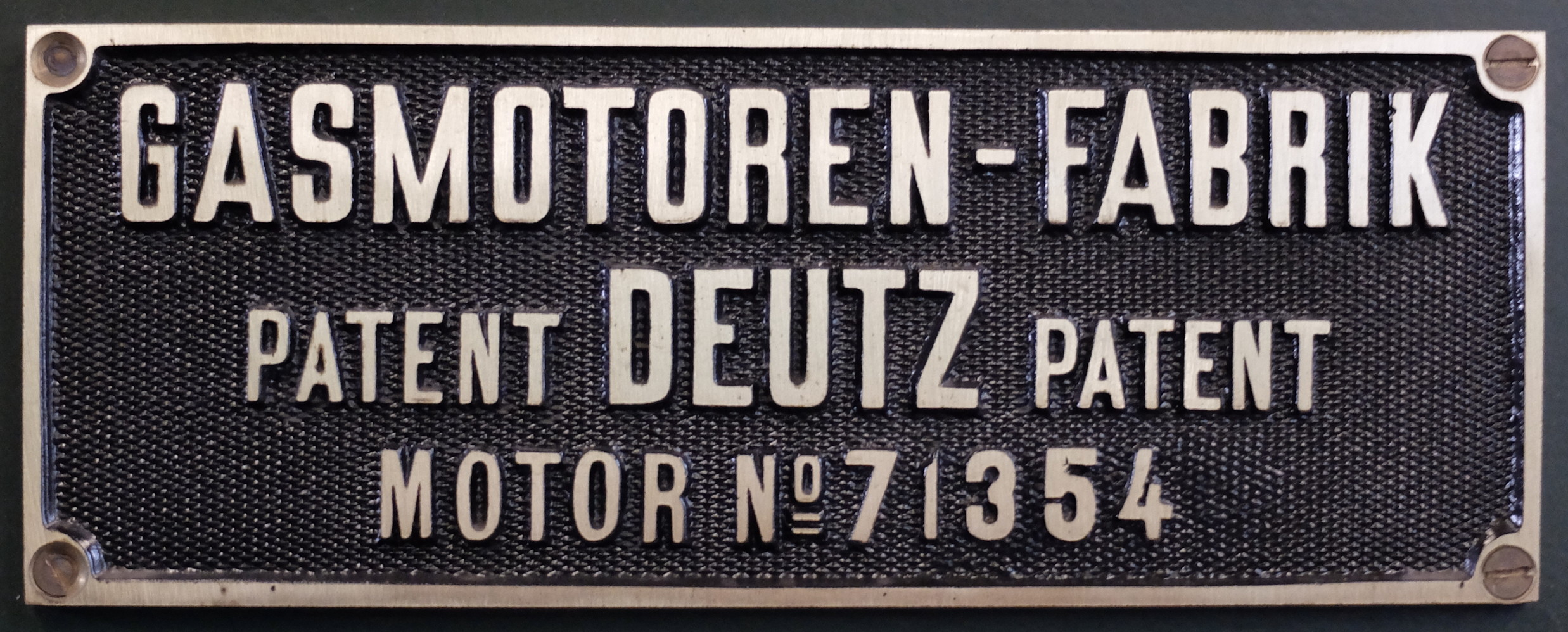
Schild an der Petroleumlok Typ 3514 von 1913

Kurz nach der Umwandlung in eine Aktiengesellschaft im Januar 1872 folgten auch personelle Veränderungen: Eugen Langen übernahm die Leitung der Gesellschaft, während Otto sich offiziell um das Kaufmännische kümmern sollte. Für die technische Direktion kam im März Gottlieb Daimler als Fachmann aus Süddeutschland nach Deutz. Sein enger Mitarbeiter Wilhelm Maybach folgte ihm und stieg im Januar 1873 zum Chefkonstrukteur auf. Beide verantworteten nun federführend die technische Fertigung, bis sie die Motorenfabrik 1882 verließen.
Um der gestiegenen Nachfrage gerecht zu werden, arbeiteten Mitte der 1870er Jahre rund 240 Mitarbeiter auf dem vergrößerten Werksgelände an der Deutz-Mülheimer Chaussee an der Fertigstellung von Motoren. 1875 stellte die Gasmotoren-Fabrik Deutz 634 Motoren her. Im selben Jahr unterhielt die Gasmotoren-Fabrik in Paris, Wien und Mailand Filialen, die bereits in geringem Umfang selbst Maschinen fertigten. Das Geld für den Ausbau war reichlich vorhanden, denn allein die Dividenden der Aktiengesellschaft schwankten von 1872/73 bis 1876/77 zwischen 11 und 23 Prozent.
1876 konnte die Gasmotoren-Fabrik Deutz mit dem weltweit ersten Viertaktmotor, auch Ottomotor genannt, einen neuen und stärkeren Motor präsentieren. Wie bereits bei der atmosphärischen Gaskraftmaschine vergab das Deutzer Unternehmen Lizenzen an die Crossley Brothers in Manchester. Nach Übersee gelangte der neuartige Motor kurz nach seiner Erfindung, als 1877 eine Filiale der Gasmotoren-Fabrik Deutz in Philadelphia errichtet wurde, was die erste Motorenfabrik der USA war. Bereits 1880 waren 132 der neuen Motoren für elektrische Lichtmaschinen im Einsatz, 353 für Aufzüge und Krane, 254 erleichterten die Arbeit im Maschinenbau und in mechanischen Werkstätten, 307 wurden für Pumpen und Bewässerungsanlagen verwendet und 211 für die Holzbearbeitung. Ein wichtiger Abnehmer blieben auch die Buchdruckereien, in denen 1880 allein 1396 Maschinen liefen.
Aufbauend auf der Entdeckung des dynamoelektrischen Prinzips durch Werner Siemens im Jahr 1866, konnte Otto 1884 die Niederspannungs-Magnetzündung präsentieren. Dabei handelte es sich um einen elektrischen Zündapparat mit einer Spannung von 40 Volt und hoher Stromstärke. Der von der Gasmotoren-Fabrik Deutz erfundene elektrisch gezündete Benzinmotor wurde 1885 auf der Weltausstellung in Antwerpen ausgezeichnet. Die Kraft der vier Takte war damit auch für die mobile Anwendung auf der Straße nutzbar.
Bis zum 25-jährigen Jubiläum 1889 wurden knapp 30.000 Motoren am Rhein und von den Tochterunternehmen und Lizenznehmern in Wien, Paris, Lüttich, Manchester, Kopenhagen und Philadelphia hergestellt. Zu dieser Zeit arbeiteten 700 Beschäftigte für das Unternehmen. Zudem eröffnete das Unternehmen 1888 eine weitere Filiale in Mailand und 1889 die „Casa Deutz“ in Barcelona. Bereits 1892 begann die Gasmotoren-Fabrik Deutz mit der Fertigung der ersten Lokomotiven mit Verbrennungsmotor. Zwei Jahre später produzierte die US-amerikanische Tochterfirma „The Otto-Gas-Engine-Works“ in Philadelphia ein erstes sogenanntes „Pfluglokomobil“. Das mit einem Ottomotor angetriebene, 26 PS starke Gefährt war eine Art selbstfahrende Lokomotive, die einen Pflug über Felder ziehen konnte. Neben der Schiene und dem Acker expandierte die Firma auch auf das Wasser. Zwei 8 PS starke Schiffsmotoren trieben 1893 die Boote „Otto“ und „Langen“ auf dem Rhein an.
Die nächsten Jahrzehnte waren geprägt von einer stetigen Ausweitung des Produktionsbereichs, vor allem durch Aufkäufe anderer Firmen. Von 1892 bis 1970 baute Deutz Lokomotiven, im Leistungsbereich von 4 PS bis 2000 PS; bis 1927 mit Ottomotoren, ab 1927 zunehmend mit Dieselmotorenantrieb. Ab 1897 baute man auch stationäre Dieselmotoren, zunächst in Lizenz von MAN. Die Gasmotoren-Fabrik Deutz AG in Köln lieferte für das erste von der Firma August & Charles Greten in Luxemburg gebaute und mit Verbrennungsmotor angetriebene Feuerwehrfahrzeug der Welt den Antriebsmotor. Später erlangten die von Magirus-Deutz gebauten Feuerwehrfahrzeuge Weltruhm.
1906 startete der Versuch der Serienfertigung eines Automobils. Grundlage war eine Konstruktion von Bugatti. Im Zweigwerk Berlin sollten die großen Vierzylinder-Fahrzeuge gebaut werden. Bis 1909 wurden nur einige Versuchswagen hergestellt, und parallel entstand ein Rennwagen mit 1,3-Liter-Motor für den Italiener Ettore Bugatti. Das bekannteste Modell stellt jedoch der Deutz Prinz Heinrich Typ 9C aus dem Jahr 1909 dar. Insgesamt wurden aber nur einige wenige Personenwagen bis 1913 von Deutz gebaut.
1907 stieg Deutz mit den beiden Modellen, Deutz Pfluglokomotive (40-PS-Benzin-Motor) und dem Deutz Automobilpflug (25-PS-Benzin-Motor), die zum Betrieb verschiedener Ackergeräte und mit einer Riemenscheibe zum Antrieb von stationären Dresch- und Häckselmaschinen ausgestattet waren, sowie ab 1919 mit dem Deutz Trecker (40-PS-Benzin-Motor) in den Traktorenbau ein.
Während des Ersten Weltkriegs wurden 1916 von den damals 3400 Beschäftigten auch Lkw mit 5 Tonnen Nutzlast nach Plänen von Josef Vollmer gebaut. Neben Subventions-Lkw baute man auch den „Deutzer Trekker“ als Artilleriezugmaschine. 1927 begann man mit der Serienproduktion des MTH, des ersten Dieseltraktors von Deutz. Dieser konnte neben Dieselöl auch mit Erdöl, Gasöl, Paraffinöl und Petroleum betrieben werden. Für den Einsatz auf dem Feld war er nur bedingt geeignet. Diesen Mangel behob erst der zwei Jahre später vorgestellte MTZ, der 1931 die silberne Preismünze auf der DLG-Ausstellung in Hannover erhielt.
Die Agrartechnik wurde für lange Zeit zu einem der wichtigsten Standbeine der Firma. Zum Produktportfolio gehörten luft-, öl- und wassergekühlte Diesel- und Gasmotoren sowohl für den stationären als auch für den mobilen Einsatz. Der Leistungsbereich lag dabei zwischen 40 kW und 4 MW.

### Motorenfabrik Deutz, Humboldt-Deutzmotoren (1921–1938)

Aktie über 1000 RM der Humboldt-Deutzmotoren AG vom Dezember 1930

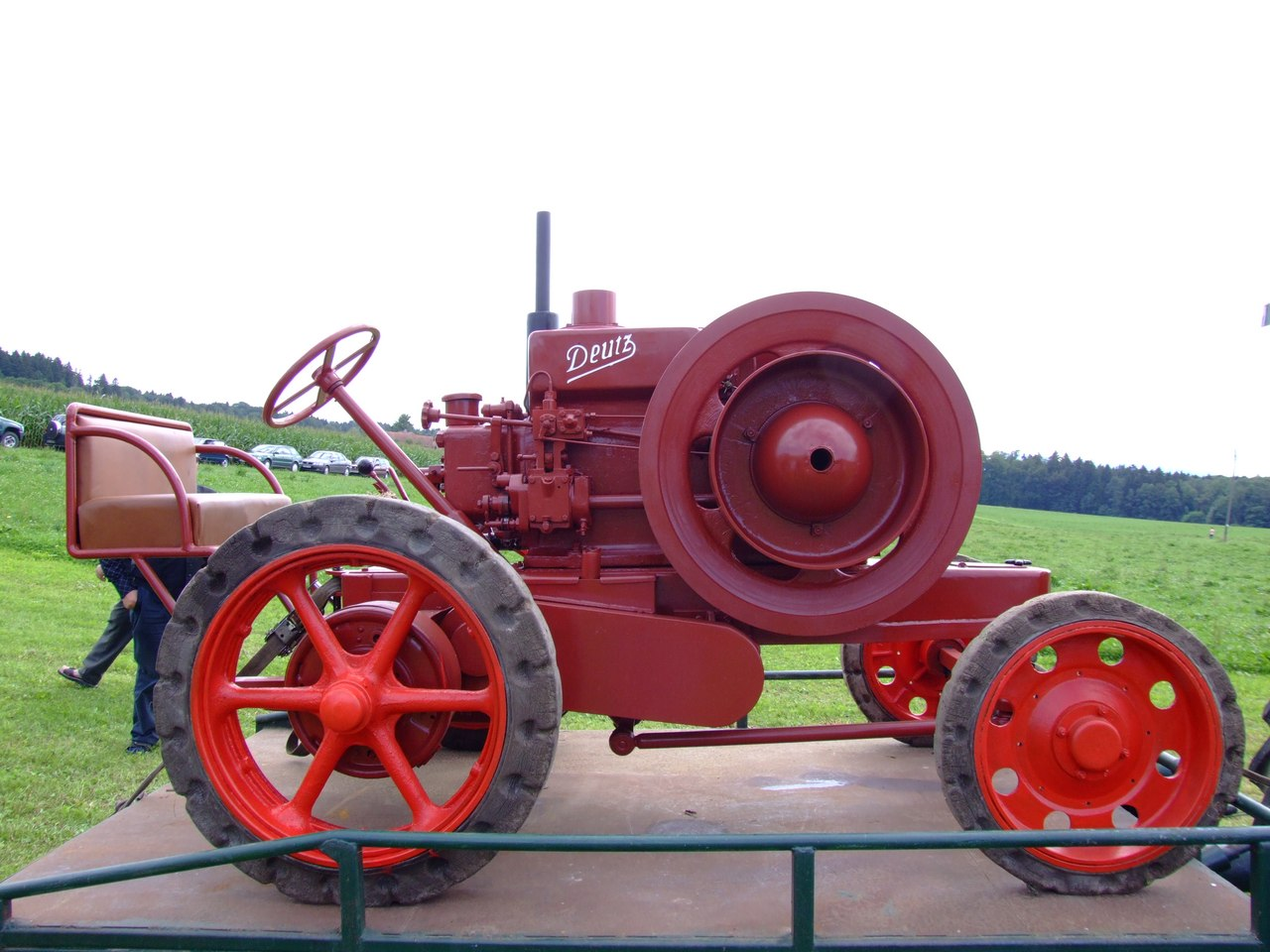
Deutz MTH 222, Bj. 1927–1930, 14 PS, Hubraum: 2.861 cm³, 1-Zylinder-(Vielstoff)-Dieselmotor

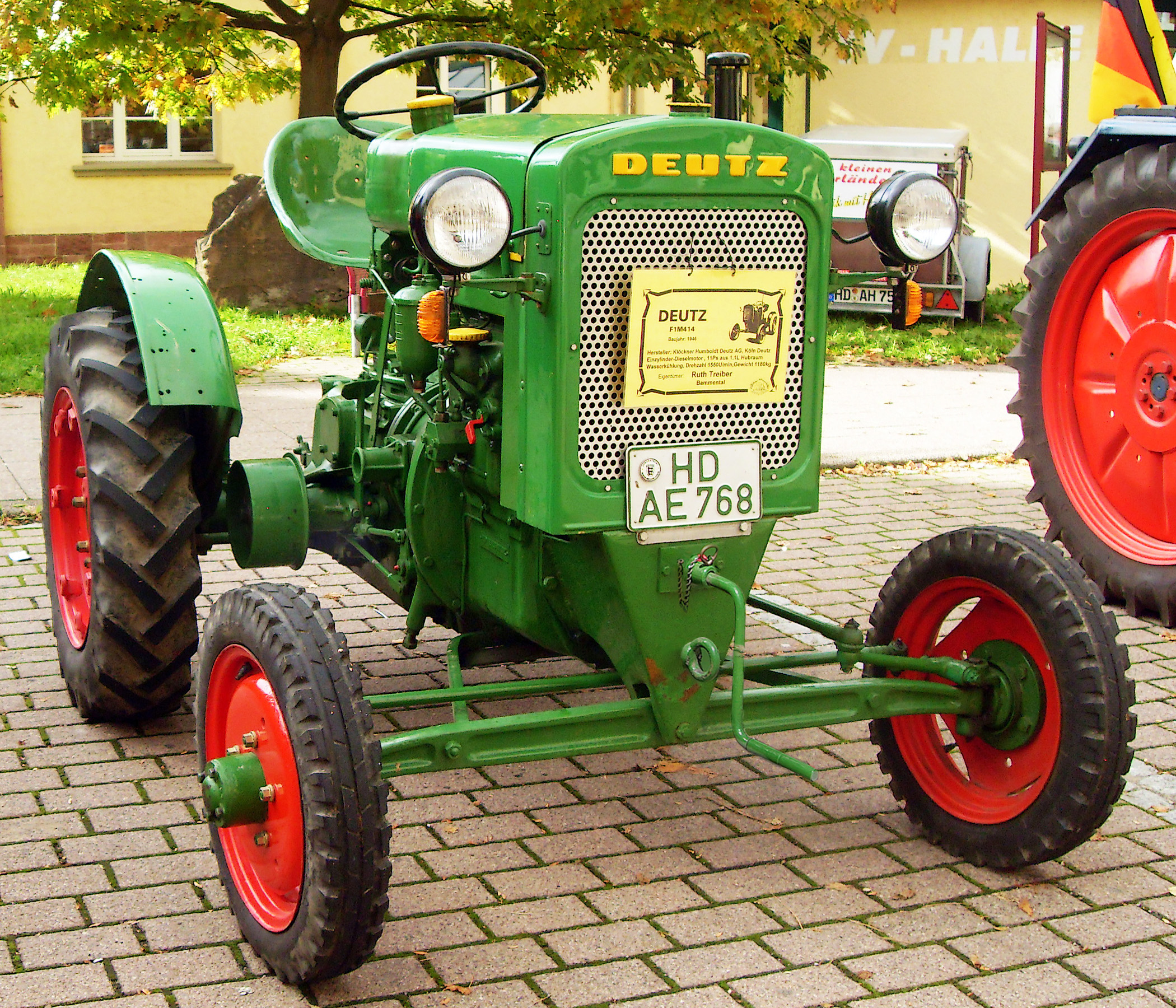
Deutz F1M 414 „Bauernschlepper“, Baujahr 1946, 1-Zylinder-Dieselmotor mit 11 PS, Hubraum: 1.100 cm³

1921 wurde eine Interessengemeinschaft mit der Motorenfabrik Oberursel gebildet, wobei auch Flugzeugmotoren und Lkw-Motoren gebaut wurden. Das Werk Oberursel gehört heute zu Rolls-Royce Deutschland. Der Name änderte sich in Motorenfabrik Deutz AG.
1924 begann Deutz mit der Produktion der ersten Einzylinder-(Vielstoff)-Diesel-Traktormodelle MTH 122 (14 PS, Hubraum: 3861 cm³) bzw. MTH 222 (14 PS, Hubraum: 2861 cm³, Getriebe: 2 Vorwärts- und 1 Rückwärtsgang), Produktionszahlen (der verschiedenen Modellvarianten) etwa 1000 Stück. 1926 folgten die Zweizylinder-(Vielstoff)-Diesel-Traktormodelle MTZ 120, MTZ 220 und MTZ 320 (27–36 PS, Hubraum: 5722 cm³, Getriebe: 3 Vorwärts- und 1 Rückwärtsgang, Höchstgeschwindigkeit: ca. 18 km/h), Produktionszahlen (der verschiedenen Modellvarianten) über 2000 Stück.
Alle Modelle verfügten über eine Riemenscheibe zum Treibriemenantrieb einer Vielzahl von Zusatzgeräten (wie Großmahlwerk, Dreschmaschine, Windfege, Ballenpresse, Heu- und Erntegutförderer, Feldhäcksler (Ernteguthäcksler), Steinbrecher, (Brennholz)-Kreissäge, Kegelspalter, Wasserpumpe, Werkstattmaschinen etc.). Somit vereinten die Deutz-Traktoren die Vorteile einer Acker- und Zugmaschine und eines stationären Antriebsmotors zum Betrieb von Zusatzgeräten, des Weiteren verfügten sie über einen Mähbalkenantrieb mit optional erhältlichem Mähbalken und ab 1929 auf Wunsch auch über eine Getriebezapfwelle. Neben Lanz zählte Deutz zu den beiden wichtigsten Traktorenherstellern in Deutschland, die in der ersten Hälfte des 20. Jahrhunderts maßgeblichen Anteil bei Entwicklung und kommerziellem Erfolg im Hinblick auf die Mechanisierung der Landwirtschaft und die daraus resultierenden landwirtschaftlichen und gesellschaftlichen Umbrüche hatten. Zwar leisteten auch andere Hersteller ebenfalls wesentliche Beiträge bei den technischen Weiterentwicklungen im Traktorenbau, jedoch waren sie insgesamt in dieser Zeit zunächst wirtschaftlich (und gesellschaftlich) weniger prägend für den damals stattfindenden Umbruch bei der Mechanisierung der Landwirtschaft.
Die ersten größeren Verkaufserfolge gelangen Deutz mit dem 1934 in Produktion gegangenen Zweizylinder-Modell F2M 315 (28 PS, Hubraum: 3400 cm³, Wasser-Röhrenkühler mit Ventilator, Getriebe: 3–5 Vorwärts- und 1 Rückwärtsgang, Länge: 3,26 m, Eigengewicht: 2590 kg, Höchstgeschwindigkeit: 22 km/h), sowie dem ab 1936 für 2300 Reichsmark produzierten preisgünstigen und relativ leichten und besonders kompakten und wendigen Bauernschlepper Modell: F1M 414 mit 1-Zylinder-Dieselmotor mit 11 PS, Hubraum: 1100 cm³, Wasser-Umlaufkühlung, Getriebe: 3 Vorwärts- und 1 Rückwärtsgang, Eigengewicht: 1130 kg, Länge: 2,28 m, Breite: 1,53 m, Radstand: 1,43 m, Wenderadius (mit Lenkbremse): 2,45 m (ohne Lenkbremse: 3,3 m), Anhängelast: max. 8 Tonnen, Riemenscheibe, Mähbalkenantrieb, optional Getriebezapfwelle, Lenkbremse, Klappgreifer und elektrische Anlage mit einer Fahrzeugbeleuchtung.
Ab Mitte der 1930er Jahre wurden von Deutz zudem noch mehrere weitere, z. T. ebenfalls erfolgreiche, leistungsfähigere Modellreihen auch mit 3-Zylinder- und später 4-Zylinder-Dieselmotoren produziert, die im höheren Leistungs- und Preissegment angesiedelt waren. V.a. mit den beiden kostengünstigeren Erfolgsmodellen, dem Deutz F1M 414, wie auch dem Deutz F2M 315, von denen jeweils bis 1942 mehr als 10.000 Stück verkauft wurden, entwickelte sich Deutz zum zweiten großen Traktorenhersteller neben der Heinrich Lanz AG.
Der Deutz F1M 414, auch „Bauernschlepper“ genannt, setzte seinen Verkaufserfolg nach dem Krieg mit geringfügig modifizierten Modellen (insbesondere dem Deutz F1M 414/46) mit weiteren 10.000 verkauften Exemplaren, sowie den auf der Basis des Deutz F1M 414 mit ähnlichem Leistungs- und Konzeptionsprofil entwickelten Deutz F1L 514 Modellen mit luftgekühltem 1-Zylinder-Dieselmotor mit 15 PS (Hubraum: 1330 cm³, Eigengewicht: 1180 kg, Länge: 2,28 m, Breite: 1,53 m, Radstand: 1,43 m, Wenderadius mit Lenkbremse: 2,5 m, Anhängelast: max. 10 Tonnen) fort, von denen über 60.000 Stück verkauft wurden.

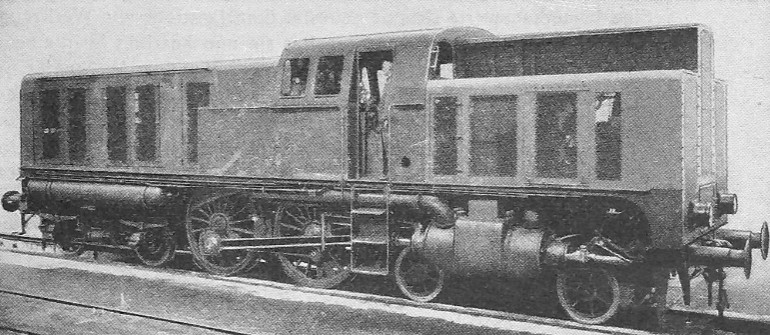
Humboldt-Deutzmotoren-Versuchslokomotive

1930 erfolgte die Fusion der Motorenfabrik Deutz mit der Maschinenbauanstalt Humboldt AG, einem Hersteller von Lokomotiven aus Köln-Kalk, und der Motorenfabrik Oberursel AG zur Humboldt-Deutzmotoren AG. 1933 verließ die einzige Großdiesellokomotive das Werk. Die Humboldt-Deutzmotoren-Versuchslokomotive hatte eine Leistung von 1000 PS und verfügte über einen Direktantrieb, bei dem die Pleuel der drei Zylinder direkt auf die Treibachsen wirkten. Obwohl die Lokomotive tauglich war, wurden keine weiteren Exemplare gebaut. 1936 übernahm Humboldt-Deutz die kränkelnde Fahrzeugfabrik Magirus in Ulm. Die beiden Firmen ergänzten sich gut: Magirus produzierte Nutzfahrzeuge, benötigte jedoch dringend Dieselmotoren. Humboldt-Deutz fertigte Motoren, stellte jedoch selber keine kompletten Nutzfahrzeuge her. Die Fusion ermöglichte den Bau von vollständigen Lkw, Bussen und Feuerwehrfahrzeugen. Der Markenname lautete Magirus-Deutz. Das seit 1964 verwendete Logo des Unternehmens ist ursprünglich dasjenige von Magirus; ess zeigt ein großes „M“ für Magirus in Kombination mit der stilisierten Silhouette des Ulmer Münsters.

### Klöckner-Humboldt-Deutz (KHD) (1938–1997)

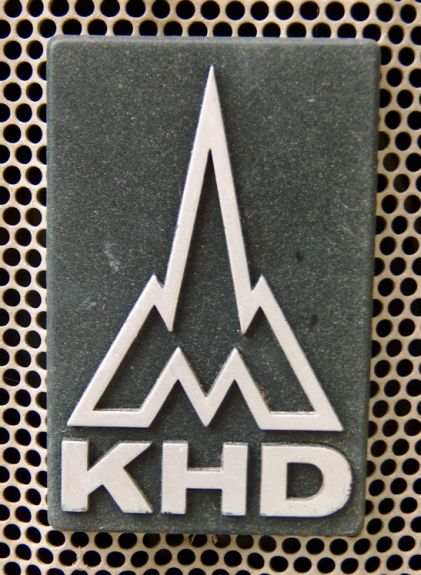
KHD-Logo

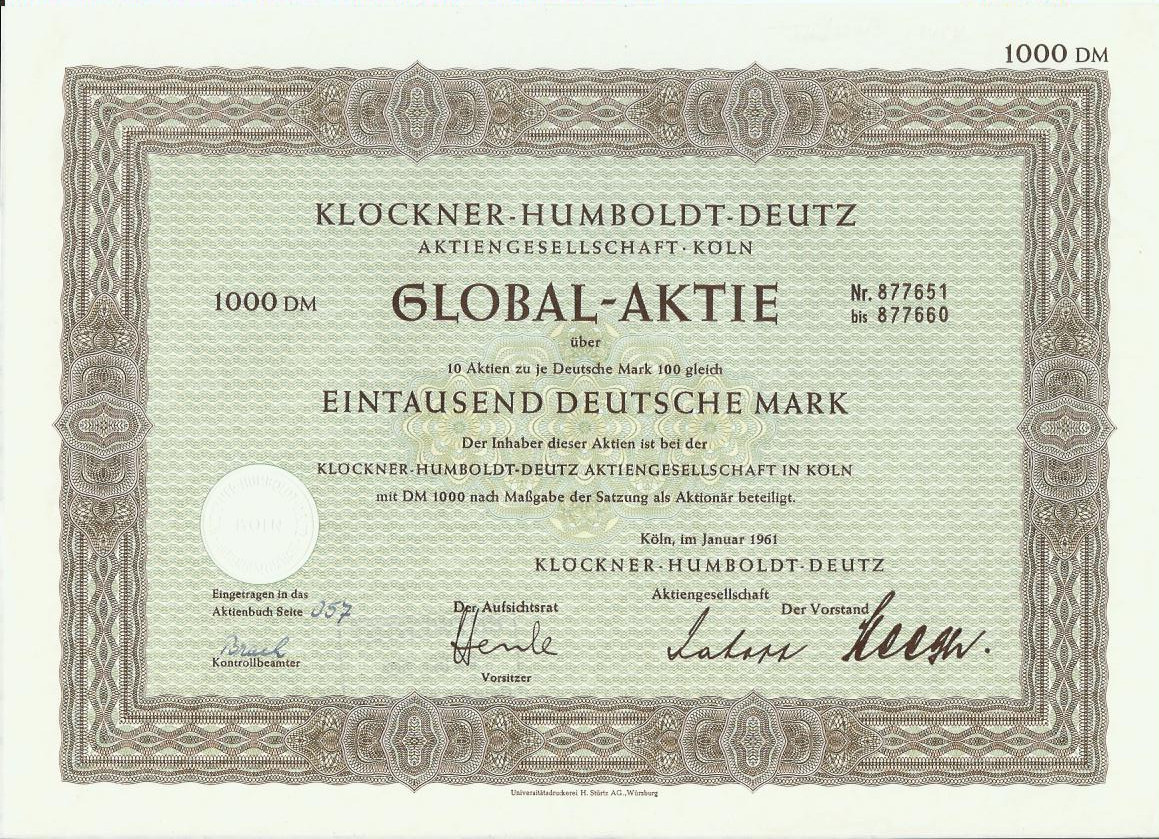
KHD-Sammelaktie von 1961

#### Rüstungsbetrieb im Zweiten Weltkrieg
1938 entstand durch den Abschluss eines Interessengemeinschaftsvertrags (Organvertrag) mit der Klöckner-Werke AG Duisburg die Klöckner-Humboldt-Deutz AG (KHD). Ebenfalls 1938 entstand eine Interessengemeinschaft zwischen der Klöckner-Humboldt-Deutz AG und der Isselburger Hütte AG. Die Übernahme der Isselburger Hütte folgte 1939.
Während des Zweiten Weltkriegs war ein Großteil der Produktion für Rüstungsgüter der Wehrmacht reserviert, insbesondere für Motoren, Lastkraftwagen, Kettenfahrzeuge, Ersatzteile sowie auch Reparaturen von Panzern. Für den Antrieb des Kettenfahrzeugs Raupenschlepper Ost (RSO) kam 1944 erstmals ein neu entwickelter luftgekühlter Deutz-Dieselmotor zum Einsatz.
KHD wurde im Jahr 1942 aufgrund ihrer Tätigkeit von der nationalsozialistischen Deutschen Arbeiterfront für ihre „Leistungen für die Wehrwirtschaft“ zum Kriegsmusterbetrieb erklärt. Dabei setzte das Unternehmen forciert auf den Einsatz von Zwangsarbeitern. Im Geschäftsjahr 1942/1943 mussten 2127 Personen vor allem aus Westeuropa bei der KHD arbeiten. Teilweise waren bis zu 40 Prozent der Arbeiter in den Werken Zwangsarbeiter.

#### Expansion

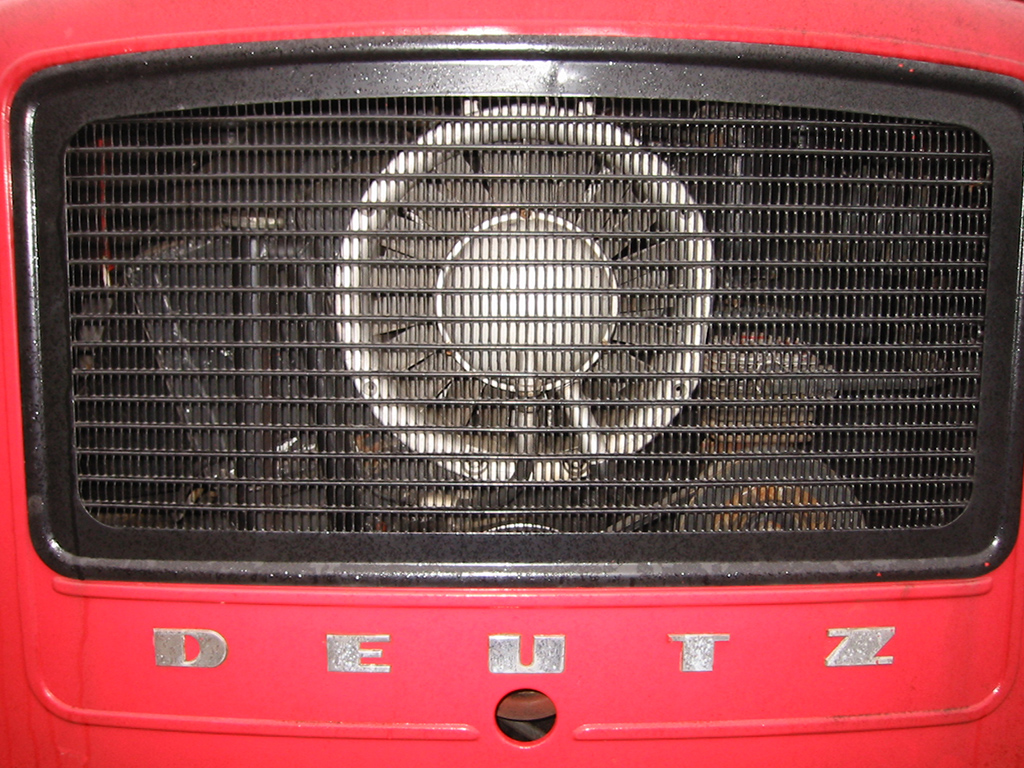
Hinter dem Grill dieses Magirus-Deutz-Lkw ist das große Lüfterrad des luftgekühlten Motors zu erkennen

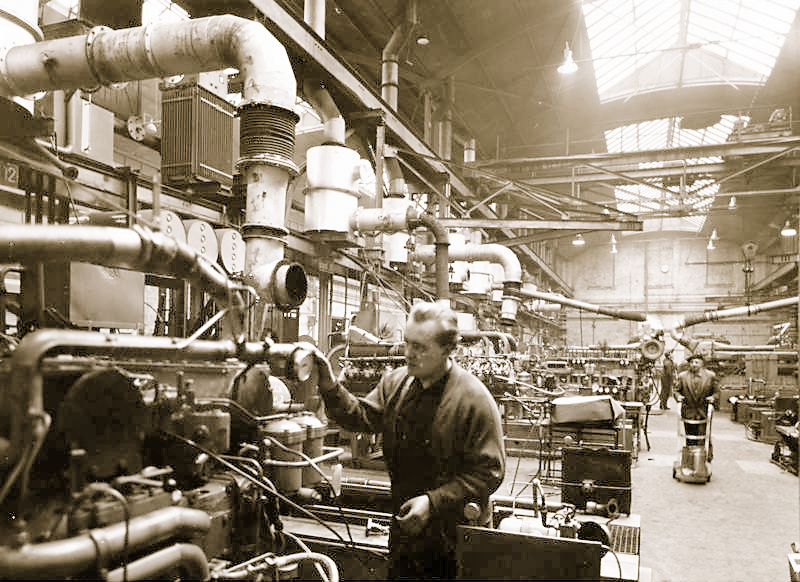
Blick in die Motorenproduktion von KHD anno 1959

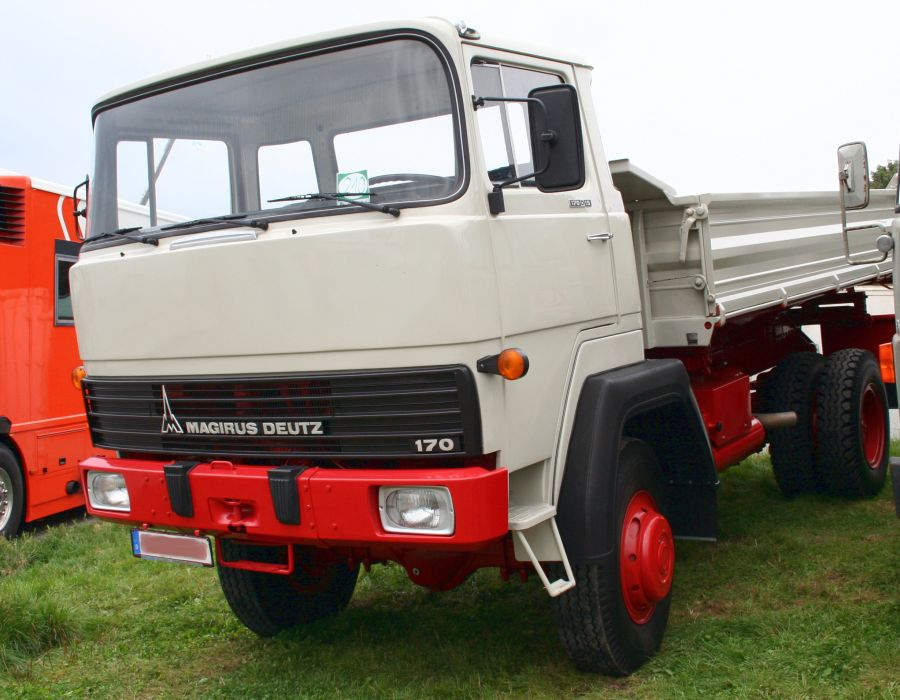
Magirus-Deutz Frontlenker-Lkw

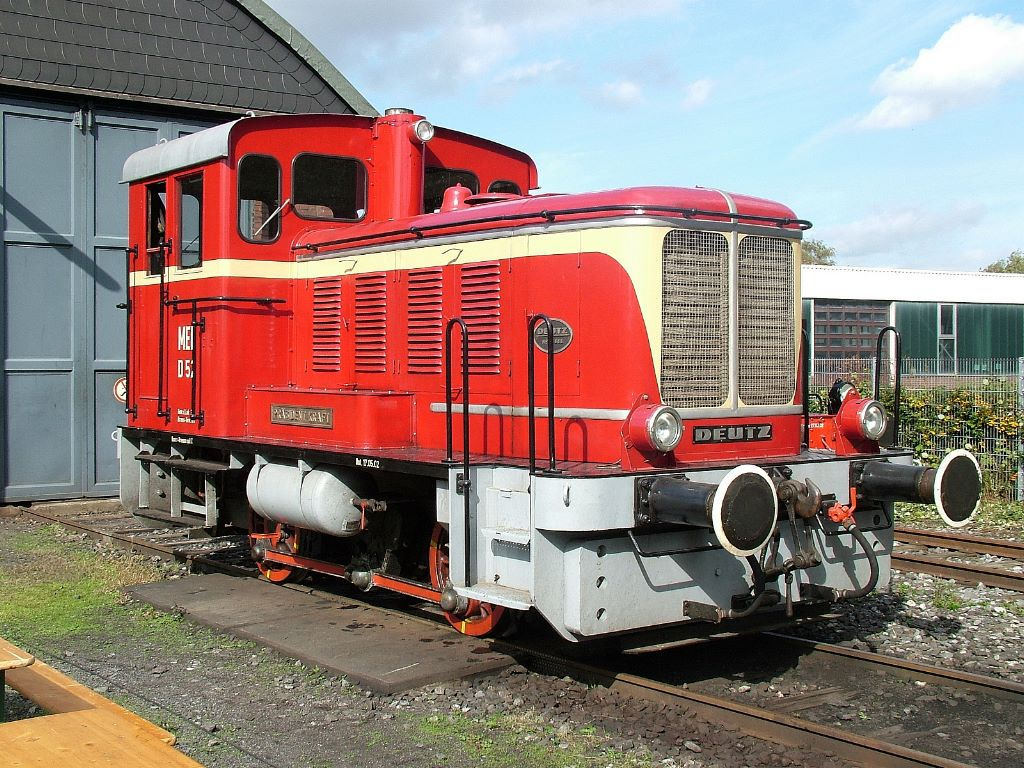
Diesellokomotive des Typs T4M625R, Baujahr 1954

Die Werksanlagen waren im Verlauf des Zweiten Weltkriegs weitgehend zerstört worden. Gegen Ende des Jahres 1945 wurde die Produktion von Raupenschleppern vorübergehend wieder aufgenommen, die nun in der Forstwirtschaft eingesetzt werden sollten. Die ersten nach Kriegsende gebauten Lkw wurden noch durch wassergekühlte Deutz-Dieselmotoren angetrieben. Ab 1948 erfolgte die Ablösung durch luftgekühlte Dieselmotoren eigener Konstruktion, die in der Nachkriegszeit zu einer Art Markenzeichen von KHD wurden (nur noch die tschechische Firma Tatra produziert bis heute Fahrzeuge mit eigenentwickelten luftgekühlten Dieselmotoren). Statt eines Wasserkühlers befand sich vor dem Motor der damit ausgestatteten Lkw und Busse ein großes Lüfterrad, das neben der Kühlung auch für einen Teil des typischen Geräuschbildes sorgte, das die Magirus-Deutz-Lastwagen und -Busse abgaben. Diese Motoren wurden außerdem auch in Baustellenkompressoren von Irmer & Elze eingebaut, wobei beispielsweise der Reihensechszylinder so modifiziert wurde, dass jeweils drei Zylinder als Motor und drei (mit anderen Zylinderköpfen) als Verdichter liefen.
Nach einer 1953 erfolgten Interessengemeinschaft mit der Vereinigte Westdeutsche Waggonfabriken AG (Westwaggon) und der endgültigen Übernahme 1959 fertigte man für einige Jahre auch Straßenbahnwagen. Die Omnibusfertigung von Magirus-Deutz wurde 1955 von Ulm ins Westwaggon-Werk nach Mainz verlegt.

Ab 1961 erwarb KHD zunehmend Aktien der Maschinenfabrik Fahr AG in Gottmadingen, einem Hersteller von landwirtschaftlichen Maschinen. 1968 folgte eine Mehrheitsbeteiligung an und 1969 die Übernahme der Ködel & Böhm GmbH (KöLa) in Lauingen. Ebenfalls 1969 übernahm man von Linde die Ersatzteilversorgung für Traktoren der Marke Güldner.

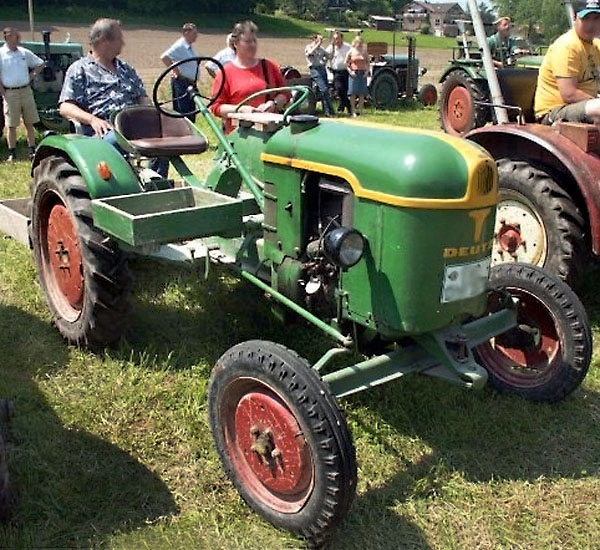
Deutz F1L 612, Produktion: 1953–1958, 11 PS, Hubraum: 763 cm³, luftgekühlter 1-Zylinder-Diesel, 6/3-Getriebe, Eigengewicht: 830 kg, Länge: 2,78 m, Wenderadius mit Lenkbremse: 2,6 m, Höchstgeschwindigkeit: 20 km/h

KHD war in den 1960er Jahren mit seiner Marke Magirus-Deutz einer der größten deutschen Nutzfahrzeughersteller geworden. Die Fahrzeuge wurden weltweit verkauft, die Motoren und teilweise auch Lkw im Ausland in Lizenz nachgebaut. Anfang der 1970er Jahre machten die Lkw und Omnibusse von Magirus-Deutz rund 40 % des Konzernumsatzes aus und waren damit das wichtigste Geschäftsfeld von KHD.

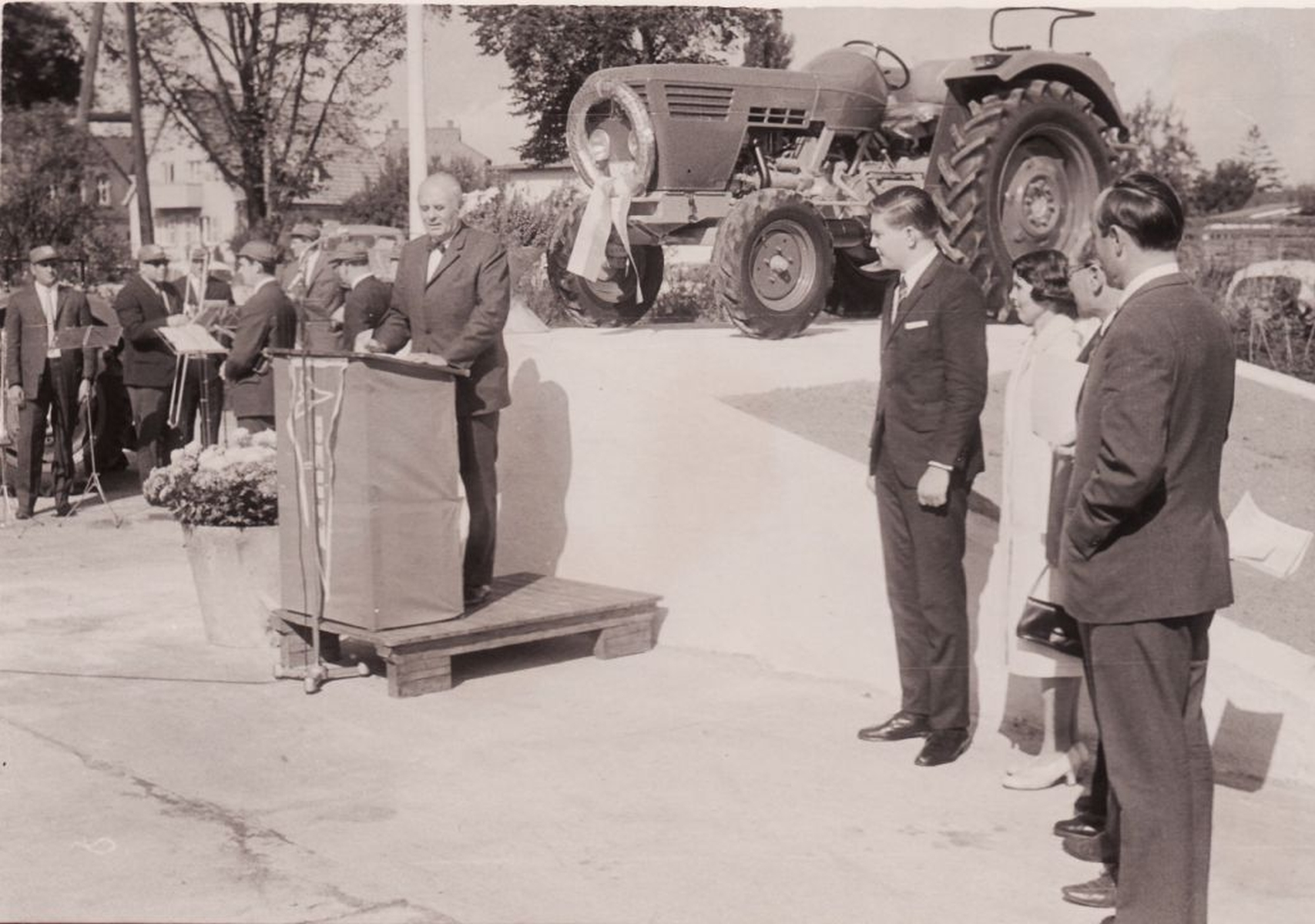
Übergabe des 400.000. Deutz-Schleppers (Modell D 4006) am 19. September 1968 in Uelzen an den Gewinner eines DLZ-Preisausschreibens.

Diese nahm 1968 die Produktion von Traktoren der Serie D-06 auf. Am 19. September 1968 wurde der 400.000. gebaute Deutz Schlepper an den Gewinner eines DLZ-Preisausschreibens übergeben.
1969 wurde eine Mehrheitsbeteiligung an der WEDAG übernommen, die 1972 in der kompletten Übernahme und Fusion mit dem Anlagenbau der ehemaligen Maschinenbauanstalt Humboldt unter dem Namen KHD Industrieanlagen gipfelte. Im Jahr 1979 wurde der Name der Firma dann in KHD Humboldt Wedag geändert. 1974 wurde mit der Kirloskar Group, einem indischen Maschinenbauunternehmen, eine Kooperation zur Herstellung von Traktoren gegründet.

#### Konsolidierung

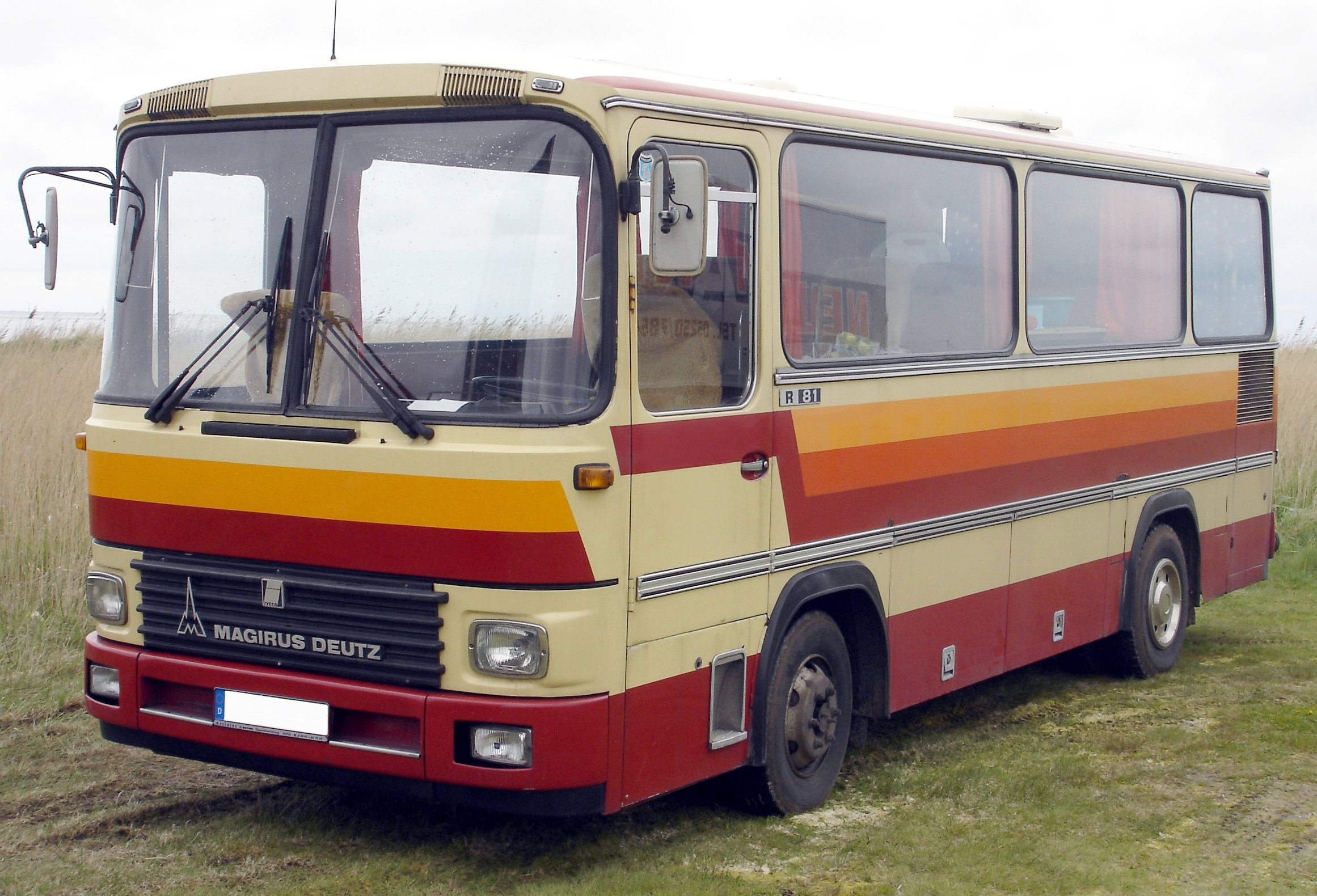
Magirus-Deutz-Bus (schon mit zusätzlichem Iveco-Emblem am Kühlergrill)

Große Investitionen in neue Modelle von Magirus-Deutz und der Bau eines neuen Lkw-Montagewerkes in Ulm hatten KHD finanziell geschwächt. 1970 wurde der Lokomotivbau eingestellt. Einen finanziellen Aufschub brachte 1974 die Lieferung von rund 10.000 Magirus-Deutz-Lkw in die Sowjetunion, die in Sibirien zur Erschließung von Ölfeldern und beim Bau der Baikal-Amur-Magistrale eingesetzt wurden (sog. Delta-Projekt). Die luftgekühlten Dieselmotoren von KHD hatten hier den entscheidenden Wettbewerbsvorteil, weniger temperaturempfindlich zu sein: Es gab kein Kühlwasser, das hätte einfrieren oder verdampfen können.
Dennoch zeichnete es sich ab, dass der luftgekühlte Dieselmotor im Vergleich zum wassergekühlten nicht mehr zeitgemäß war und vom Kunden stetig weniger nachgefragt wurde. KHD suchte daher und aus diversen anderen Gründen (siehe dazu ausführlich Magirus-Deutz) und wie viele Hersteller in dieser Zeit (siehe hierzu auch Geschichte der westdeutschen Nutzfahrzeugindustrie von 1945 bis 1990) einen Partner. Nach gescheiterten Verhandlungen mit Daimler-Benz gliederte KHD zum Beginn des Jahres 1975 seine Nutzfahrzeugsparte Magirus-Deutz AG in eine neue Gesellschaft mit dem Namen Iveco ein. Der bis 1961 als Chefkonstrukteur von Hanomag-Henschel tätige Ingenieur Heinz W. Hahn, ab 1981 Executive Vice President von Iveco war von 1970 bis 1974 Vorstandsmitglied der Klöckner-Humboldt-Deutz AG und von 1975 bis 1981 Vorstandsvorsitzender der Magirus-Deutz AG. Iveco war ein Zusammenschluss europäischer Nutzfahrzeughersteller, an dem KHD zu 20 % beteiligt war, die restlichen Anteile besaß FIAT.
KHD konzentrierte sich indessen wieder auf den Bau von Motoren. So witterte man ein großes Geschäft in den USA und versuchte, luftgekühlte Dieselmotoren an das amerikanische Militär zu verkaufen. Um finanzielle Mittel für diesen Kraftakt zu erhalten, veräußerte KHD die restlichen Iveco-Anteile an FIAT. Der ehemals so klangvolle Name Magirus-Deutz verschwand daraufhin schrittweise von den Lkw und Bussen – und auch den Trikots des FC Bayern München – und wurde durch den IVECO-Schriftzug ersetzt.
In den USA war man indes als neuer Anbieter von Dieselmotoren nicht gerade mit offenen Armen empfangen worden. Intensive Vertriebsarbeit führte jedoch zu einer erfolgreichen Verbreitung der auch in Nordamerika geschätzten luftgekühlten Deutz-Dieselmotoren.
Ein gemeinsam mit der kanadischen Regierung Ende der 1970er Jahre entwickelter luftgekühlter V8-Motor zur Verdieselung von US-Mittelklasse-Lkw kam vor dem Hintergrund der Kampagne „Buy American“ trotz eindeutiger technischer Vorteile nicht in den Markt.
Nachdem man 1975 die Maschinenfabrik Fahr vollständig übernommen hatte, trat man auf dem Landmaschinenmarkt ab 1977 unter der neuen Marke Deutz-Fahr auf.
1985 übernahm KHD die Motorenwerke Mannheim (MWM) von der Knorr-Bremse AG. Im selben Jahr wurde die Landmaschinensparte von Allis-Chalmers übernommen und in Deutz-Allis umbenannt. Fünf Jahre später wurde Deutz-Allis in einem Management-Buy-out an die Allis-Gleaner Corporation verkauft. Im Jahr 1995 wurde der damalige KHD-Agrartechnikbereich (Schlepperherstellung) mit der Marke Deutz-Fahr an die italienische SAME-Gruppe verkauft. 1996 stellte sich heraus, dass die Anlagenbausparte KHD Humboldt Wedag riskante Auslandsprojekte in Saudi-Arabien und Jordanien nicht mit Rücklagen abgesichert sowie Bilanzen verschleiert und damit den kompletten KHD-Konzern in Schieflage gebracht hatte.

### Deutz AG

#### 1997 bis 2019
Auf Beschluss der Hauptversammlung von September 1996 kehrte der Konzern zum Jahresbeginn 1997 zu seinem früheren Namen Deutz AG zurück.
Im Jahr 2001 trennte Deutz sich vom Industrieanlagenbau und wurde zum reinen Motorenhersteller. Zunächst verkaufte man im März den Bereich Aluminiumtechnik an Outokumpu, dann wurde im Juni die in den Geschäftsfeldern Zement- und Aufbereitungstechnik tätige Industrieanlagentochter KHD Humboldt Wedag AG mit rund 500 Mitarbeitern an die FAHR Beteiligungen AG verkauft.
Anfang des Jahres 2001 wurde ein auf drei Jahre ausgelegtes Restrukturierungsprogramm gestartet, um die Profitabilität zu erhöhen. Unter anderem wurden die Anzahl von Motorenbaureihen reduziert, die Bauteile vereinheitlicht und die werkseigene Gießerei geschlossen.

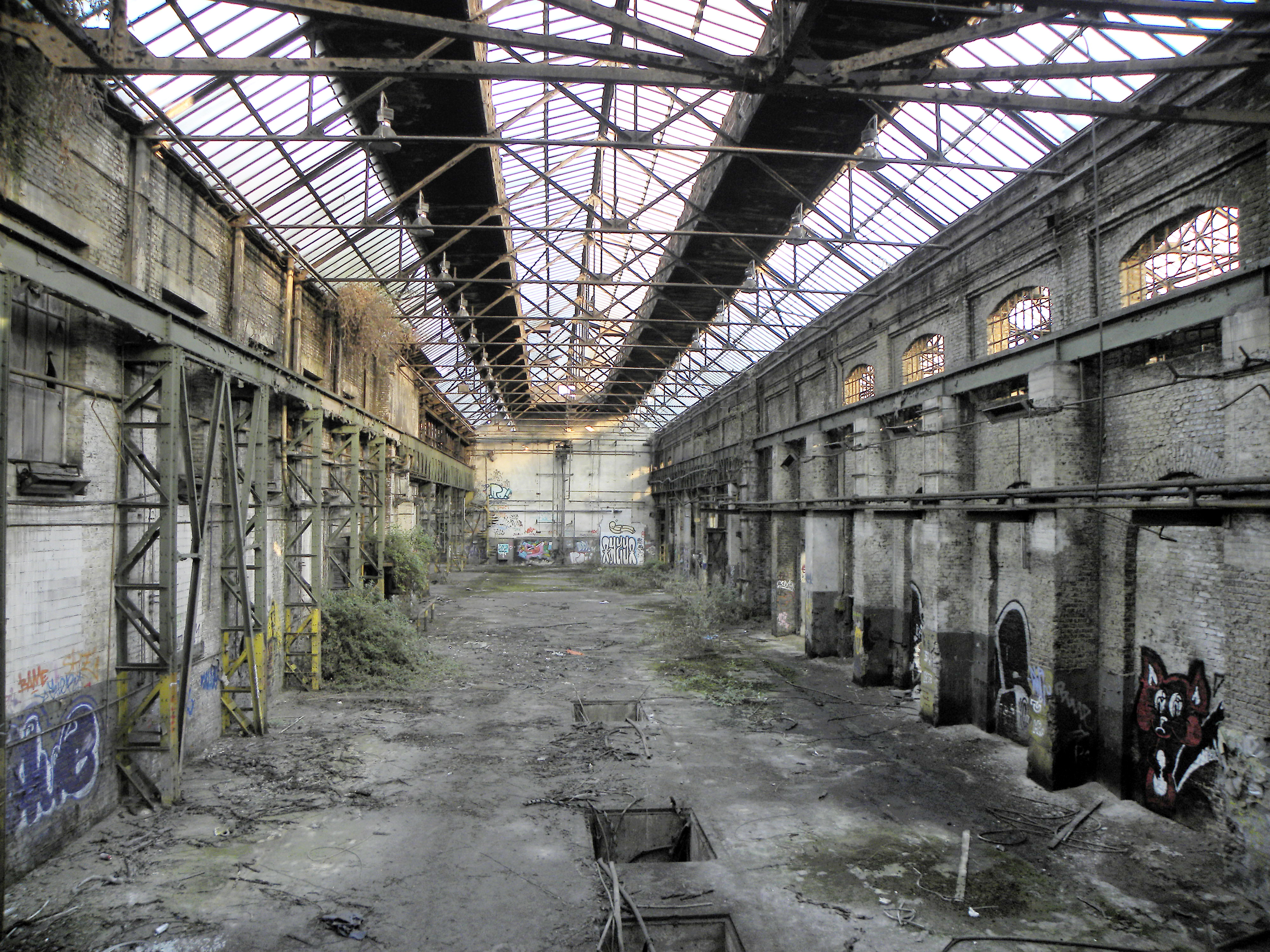
Blick in eine Fabrikhalle von KHD in Mülheim, 2014

Im März 2004 wurde von Lister Petter ein Entwicklungszentrum in Dursley sowie zwei Motoren-Baureihen erworben. Im Jahr 2005 transferierte Deutz sein Marine-Servicegeschäft mit Mittel- und Großmotoren an Wärtsilä für 80 Mio. Euro und verpflichtete sich damit vertraglich gegenüber Wärtsilä, keine neuen Mittel- und Großmotoren im Marinesegment zu bauen. Die Deutz-Tochtergesellschaft MWM in Mannheim hieß danach Deutz Power Systems GmbH und Co KG. Deutz Power Systems gehörte zu den weltweit führenden Systemanbietern von hocheffizienten Komplettanlagen auf Basis von Diesel- und Gasmotoren zur Energieerzeugung.
Im März 2007 verlegte Deutz seinen Stammsitz von Köln-Mülheim zum größten Produktionsstandort nach Köln-Porz. 2007 verkaufte das Unternehmen die Deutz Power Systems (ehemals Motorenwerke Mannheim) für 360 Millionen Euro an den Finanzinvestor 3i. Zuletzt wurden in Mannheim vor allem Gasmotoren für dezentrale Stromerzeugung in Blockheizkraftwerken und in geringerem Maße auch immer noch Großdieselmotoren produziert. Der Bereich erwirtschaftete 2006 mit etwa 1000 Mitarbeitern einen Umsatz von 314 Millionen Euro.
Im September 2007 schied der bisherige Vorstandsvorsitzende Gordon Riske aus dem Unternehmen aus und wechselte als Sprecher der Geschäftsführung zum Gabelstapler-Hersteller Linde Material Handling sowie in die Geschäftsführung der Kion Group. Der Posten des Vorstandsvorsitzenden von Deutz wurde kommissarisch vom damaligen Finanzvorstand Helmut Meyer übernommen. Der Aufsichtsrat berief Helmut Leube im Februar 2008 zum neuen Vorstandschef. Nach dem altersbedingten Ausscheiden von Helmut Leube Ende 2016 wurde Frank Hiller im Januar 2017 zum Nachfolger als Vorstandsvorsitzender berufen.
Im September 2017 übernahm Deutz den Elektroantriebs-Spezialisten Torqeedo. Im September 2018 stellte Deutz erstmals hybridelektrische und vollelektrische Antriebsprototypen für Baumaschinen vor. Im Juni 2019 unterzeichnete Deutz mit dem chinesischen Baumaschinenhersteller Sany den Vertrag für ein Joint Venture. In der Stadt Changsha in der Provinz Hunan sollte bis zum Jahr 2021 ein Hochleistungs-Motorenmontagewerk errichtet werden. In diesem sollten Motoren für Off- und On-Highway-Anwendungen produziert werden. So planten die Unternehmen für das Jahr 2022 rund 75.000 Motoren der Emissionsstufe IV (China IV) beziehungsweise der Abgasstufe 6 (China 6) für Sany zu produzieren. Deutz hält 51 Prozent der Anteile am Joint Venture.

Im Oktober 2019 akquirierte Deutz den Entwicklungsdienstleister Futavis, der auf Batteriemanagement-Hardware und -Software spezialisiert ist. Futavis verfügte über wichtiges technisches Know-how in den Bereichen Elektronik, Software und Batterietechnologie. Die Akquise des Unternehmens, das in Zusammenarbeit mit der Deutz-Tochter Torqeedo elektrifizierte Antriebssysteme entwickeln sollte, folgte der damaligen Elektrifizierungsstrategie des Konzerns.

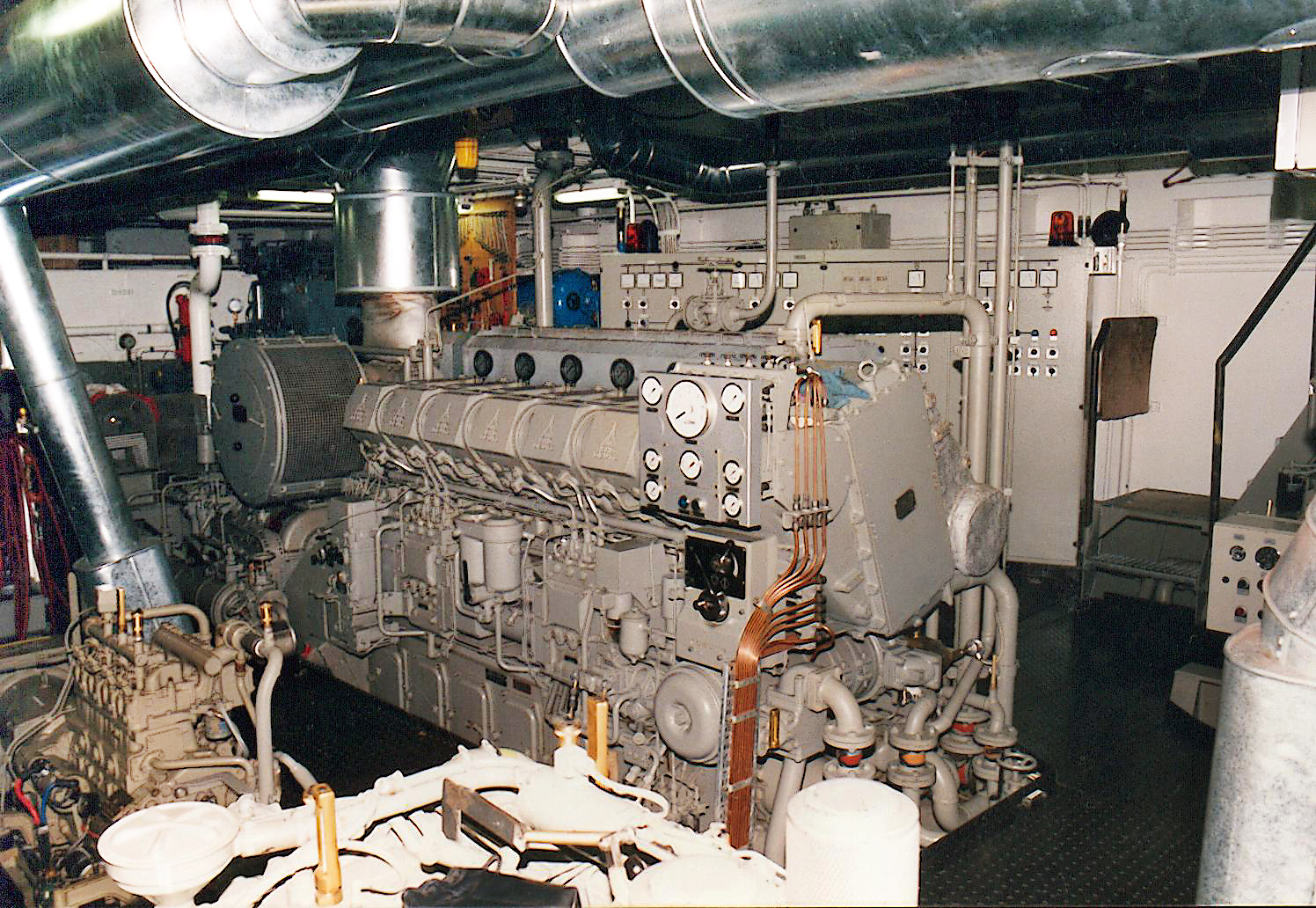
12-Zylinder-Schiffsdieselmotor, 1200 PS

#### 2020er Jahre
Im Februar 2022 wurde der Vorstandsvorsitzende Frank Hiller vom Aufsichtsrat entlassen und durch Sebastian Schulte ersetzt. Auch der Aufsichtsratschef Bernd Bohr trat zurück; sein Nachfolger wurde Dietmar Voggenreiter.
Im Januar 2023 gaben Deutz und Daimler Truck eine Kooperation zu Motorenbau und Entwicklung von Wasserstoffverbrennungsmotoren bekannt. Daimler wurde Aktionär von Deutz und übergab im Gegenzug Patentrechte und Lizenzen. Die Entwicklung für stationäre Anlagen und für mobile Anwendungen, wie im Bereich von Landmaschinen, wurde Mitte 2023 konkretisiert. Die Serienfertigung von Stationärmotoren wurde für 2024 mit Kolben von Mahle angekündigt. Der Schienenfahrzeughersteller Stadler Rail verbaute im Prototyp seines Triebwagens RS Zero zwei Wasserstoffmotoren von Deutz.
Im Herbst 2023 wurde Torqeedo verklagt, da es reihenweise große Probleme mit elektrischen Bootsmotoren gab. Zugleich wurden im Oktober 2023 Pläne für einen Verkauf der Bootsmotorensparte bekannt, die nicht mehr zur Produktpalette des Konzerns passe. Im Januar 2024 wurde das 2017 erworbene Unternehmen Torqeedo an Yamaha Motor verkauft. Zuvor konnte der geplante Transfer von Elektroantriebstechnologien für Deutz abgeschlossen werden.

## Unternehmensstruktur
Der Deutz-Konzern ist seit Anfang 2022 in zwei Segmente gegliedert:
- DEUTZ Classic – luft- und flüssigkeitsgekühlte Verbrennungsmotoren bis 16 Liter Hubraum, der Service sowie Austauschmotoren und -teile unter dem Namen „Deutz Xchange“
- DEUTZ Green – alle Anwendungen für alternative Antriebe; dazu gehören Niedrig- und Hochvolt-E-Antriebe, Wasserstoffmotoren sowie die Tochtergesellschaft Futavis, ein Entwicklungsdienstleister für stationäre und mobile Batteriesysteme

## Aktionäre
Nach Unterzeichnung einer Kooperationsvereinbarung erwarb 1998 der schwedische Lkw- und Baumaschinen-Hersteller Volvo einen Anteil von 10 %. 2003 erwarb SAME Deutz-Fahr (SDF) einen Anteil von 22,2 % und erhöhte zwischenzeitlich auf 45 % des Kapitals. Nach Aktienverkäufen lag der Anteil von SDF im Sommer 2012 bei 8,4 %, anschließend war Volvo größter Aktionär mit 25 % der Anteile. SDF hat mittlerweile sämtliche Anteile an Deutz veräußert, im Juli 2017 verkaufte auch Volvo seine Anteile. Stand Dezember 2024 hält die Daimler Truck Holding 3,82 %, der Rest sind Streubesitz und Institutionelle Anleger.

## Ehemalige Geschäftsfelder

### Lokomotiv- und Waggonbau (1892–1970)

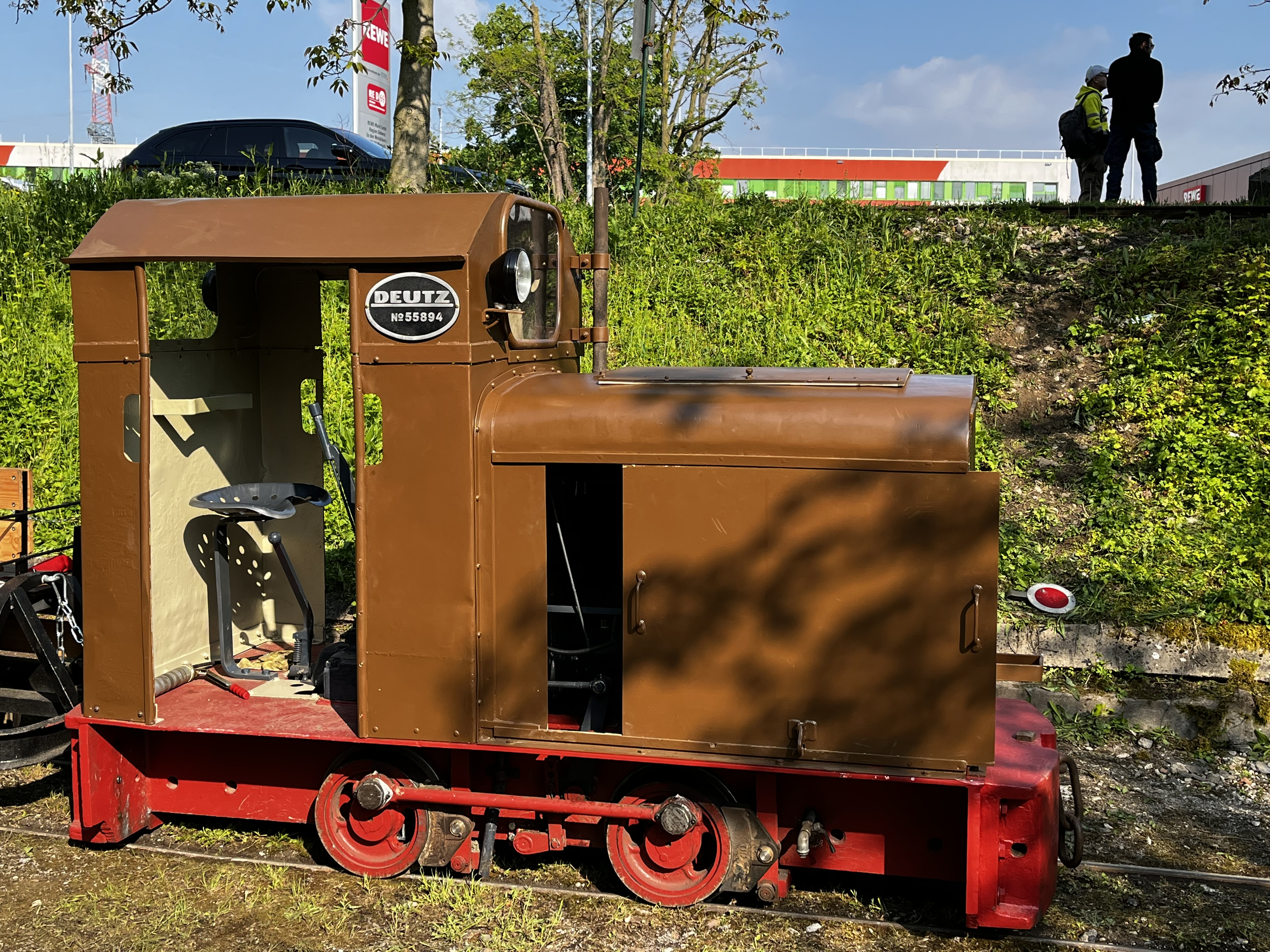
Feldbahnlok, Deutz No. 55894, Spurweite 600 mm

Bis in die 1950er Jahre wurden nur Kleinlokomotiven (z. B. Feldbahnlokomotiven) hergestellt. Nach der 1953 gebildeten Interessengemeinschaft mit den Vereinigten Westdeutschen Waggonfabriken AG (Westwaggon) und deren endgültigen Übernahme 1959 war KHD auch in der Lage, große Drehgestell-Diesellokomotiven zu bauen.
- Baureihe V60 der Deutschen Bundesbahn ab 1957
- Baureihe V100 der Deutschen Bundesbahn ab 1961
- Baureihe V160 der Deutschen Bundesbahn ab 1966
- Baureihe V90 der Deutschen Bundesbahn ab 1967

Auch andere Bauarten für Industrie- und Privatbahnen wurden in den Jahren 1959 bis 1970 hergestellt, darunter:
- Type KHD PMZ122R ab 1929
- Typen KHD A4M 220 R / 420 R ab 1934
- Type KHD A6M 324 R ab 1934
- Type KHD A8M 324 R Bauart C ab 1938
- Type KHD A2L 514 R ab 1952
- Type KHD A8L 614 R ab 1953
- Type KHD T8M 625 R 1956
- Type KHD DG 2000 BBM 1956
- Type KHD DG 2000 CCE 1957
- Type KHD KS 55 B ab 1958
- Type KHD MS 800 D 1959
- Type KHD DG 1000 BBM ab 1959
- Type KHD DG 1200 BBM ab 1960
- Type KHD DG 1600 CCM ab 1959
- Type KHD DG 2000 CCM ab 1963
- Type KHD DG 1500 CCM 1970
- Type KHD DG 1100 BBM, 1970, Einzelstück und letzte KHD-Lokomotive

### Nutzfahrzeuge (1936–1975)
siehe Iveco Magirus

### Luftfahrttechnik
KHD besaß auch eine Abteilung für Luftfahrttechnik in Oberursel. Sie beschäftigte 1990 etwa 900 Mitarbeiter und Mitarbeiterinnen, setzte 180 Millionen D-Mark um und war hauptsächlich im militärischen Bereich tätig. So fertigte sie etwa Triebwerke für Militärflugzeuge, aber auch den Airbus A 320. 1990 verkaufte die Firmenleitung die KHD Luftfahrttechnik für 100 Millionen Mark an BMW. Aus dem ehemaligen KHD-Tochterunternehmen wurde später die BMW Rolls-Royce AeroEngines GmbH.

### Anlagenbau (1930–2001)
KHD hatte über Jahrzehnte eine Sparte Anlagenbau, hauptsächlich im Umfeld der Kohle- und Kokerei-Technik und der Zementherstellungstechnik. Namhaft waren die Unternehmensteile KHD Wedag in Bochum an der Herner Straße (Kokereitechnik) und der Zementanlagenbau in Köln, der noch heute (Stand März 2024) existiert, jedoch als Unternehmensteil 2001 weiterverkauft wurde. Damaliger Eigentümer war die MFC Bancorp, die sich in KHD Humboldt Wedag umbenannte. In Deutschland konnte man Anteile der KHD Humboldt auch über die MFC Industrial Holding beziehen, die früheren Fahr-Beteiligungen.
Die Wedag in Bochum wurde als produzierendes Unternehmen Mitte/Ende der 1980er Jahre geschlossen und der Sitz der Aktivitäten in Köln zusammengefasst. Aktuell, Stand Januar 2025, gehören über 90 % der Aktien dem chinesischen Konzern AVIC.
In den frühen 1990er Jahren machte KHD Wedag durch aufsehenerregende Anlagenbau-Geschäfte mit Zementanlagen von sich reden, als die damals offenen saudi-arabischen Tender-Verfahren (Angebots-Aufforderungen von Investoren) sämtlich gegen scharfen Wettbewerb als Aufträge in Köln landeten. Später zeigten sich dramatische Fehlkalkulationen. Es erwies sich, dass bereits bei der Auftragsunterzeichnung eine langfristige Unterdeckung klar erkennbar gewesen war. KHD hatte den arabischen Kunden Preise offeriert, die in der Größenordnung von 30 % unter den Wettbewerber-Angeboten lagen. Den Unterzeichnern auf Seiten KHD war es offenkundig um ungewöhnlich hohe vereinbarte Anzahlungen der arabischen Kunden gegangen, die Löcher in der ständig notleidenden Motoren-Branche stopfen helfen sollten. Unklar blieb in den späteren teils juristischen Aufarbeitungen dieses Skandals, bis wie weit herauf in der KHD-Firmenhierarchie das Wissen um die bewussten Verlust-Hereinnahmen gegangen war. Der Vorstandsvorsitzende zu dieser Zeit wurde nicht zur Verantwortung gezogen. Es konnte nicht nachgewiesen werden, dass er von den Manipulationen gewusst hatte. Jedoch wurden Manager auf Bereichsleiterebene teils zu mehrjährigen Haftstrafen verurteilt.

## Liste der Deutz-Motoren
- siehe Liste der Deutz-Motoren